# Dak galbi
El dak galbi es un plato popular en Corea del Sur que suele hacerse salteando dados de pollo marinado en una salsa a base de gochujang (pasta de guindilla) y rodajas de repollo, batata, cebolleta, cebolla y tteok (pastel de arroz) sobre un plato caliente. Es una especialidad local de la ciudad de Chuncheon, provincia de Gangwon (Corea), donde se originó la receta. Debido a ello, también se denomina Chuncheon dalk galbi.
Se dice que el dak galbi apareció a finales de la década de 1960 como un anju barato en tabernas pequeñas a las afueras de la ciudad para reemplazar al relativamente caro gui, que son platos asados al carbón. El plato se ha extendido a los principales distritos de Chuncheon, donde los soldados que cumplen su servicio militar pasas sus vacaciones. También es un plato popular entre los universitarios sin muchos recursos, pues se trata de un plato barato y abundante. Una de las razones de que el dak galbi fuese desarrollado allí es la industria ganadera de Chuncheon. Por su bajo precio, sabor y cantidad, fue apodado «galbi de los obreros» o «galbi de los universitarios» en la década de 1970. Chuncheon ha albergado un festival otoñal anual dedicado al dak galbi desde 2005.